# Megaciella
Megaciella is een geslacht van sponsdieren uit de klasse van de Demospongiae (gewone sponzen).

## Soorten
- Megaciella anisochela Lehnert, Stone & Heimler, 2006
- Megaciella annectens (Ridley & Dendy, 1886)
- Megaciella fragilis (Koltun, 1955)
- Megaciella incrustans van Soest, 2009
- Megaciella lobata Lehnert & Stone, 2015
- Megaciella microtoxa (Dickinson, 1945)
- Megaciella ochotensis (Koltun, 1959)
- Megaciella pilosa (Ridley & Dendy, 1886)
- Megaciella spirinae (Koltun, 1958)
- Megaciella tawiensis (Wilson, 1925)
- Megaciella tibiellifera (Ridley, 1884)
- Megaciella topsenti (Burton, 1932)
- Megaciella toxispinosa Aguilar-Camacho, Carballo & Cruz-Barraza, 2014
- Megaciella triangulata Lehnert & Stone, 2015
- Megaciella zenkevitchi (Koltun, 1958)